# Jezioro Urzędowe
Jezioro Urzędowe (Człuchowskie) – jezioro rynnowe w Polsce, położone w województwie pomorskim, w powiecie człuchowskim, w granicach administracyjnych Człuchowa, na obszarze Pojezierza Północnokrajeńskiego. 

## Opis
Wzdłuż północnego brzegu jeziora przebiega trasa drogi krajowej nr 25 (ulica Dworcowa), zaś wzdłuż wschodniego trasa linii kolejowej Człuchów-Szczecinek. W pobliżu północnego brzegu jeziora  znajduje się Zamek Człuchowski.